# Андре Массон
Андре Массон (4 січня 1896 , Баланьї-сюр-Терен, Уаза — 28 жовтня 1987 , Париж) — французький художник.

## Біографія
Народився 4 січня 1896 року в Баланьї-сюр-Терен (Уаза). Виріс у Бельгії, навчався живопису в Брюсселі , 1912 року повернувся до Франції й оселився в Парижі, познайомився з Максом Жакобом . Брав участь у Першій світовій війні, був важко поранений (1917). У 1922 році у нього придбали декілька робіт Гертруда Стайн і Ернест Гемінгвей . У 1923 році познайомився з Жуаном Міро , Антоненом Арто , Мішелем Лерісом, увійшов у коло сюрреалістів (у 1929 порвав відносини з Андре Бретоном). У 1924 році подружився з Жоржем Батаєм, надалі ілюстрував його книги, співпрацював у журналі «Ацефал», глибоко сприйняв його філософію еросу і насильства. У 1934 — 1936 перебував у Іспанії. Після окупації Франції нацистами за допомогою Варіана Фрая зміг виїхати з вішістської Франції й з 1940 до 1945 року проживав у США .

## Творчість
Массон глибоко вплинув на становлення абстрактного експресіонізму в США. Після повернення до Франції він працював в театрі, займався ілюстрацією книжок, розписав плафон паризького театру Одеон (1964). Лауреат Національної мистецької премії (1954). Йому присвячений документальний фільм Жана Гремійона «Андре Массон і чотири стихії» (1958).

## Вибрані роботи

### Живопис
Олія на полотні
- Le Cimetière, 1924
- L'Homme à l'orange, 1924
- Les Musiciens, 1924, 36 x 27 cm[8]
- Les Quatre éléments, 1924
- Le Tombeau au bord de la mer, 1924
- Les Constellations, 1925
- La Raie, 1925, 40 x 55 cm[9]
- Le Repas, 1925, 60 x 80|cm[10]
- La Métamorphose des amants, 1926, 101 x 89|cm, Musée national d'art moderne, Paris[11]
- L'Équarisseur , 1928
- Pasiphaé, 1932, crayon de couleur, 49 x 63.8|cm[12]
- Le Jet de sang, 1936, 127 x 100|cm, Centre national d'art et de culture Georges-Pompidou
- Corrida, 1937, 90 x 84.2|cm, Galerie Louise Leiris 1999, Paris
- Dans la tour du sommeil, 1938
- Le Labyrinthe, 1938, Musée national d'art moderne
- Le Chantier de Dédales, 1939
- La Femme paralytique, 1939
- Hôtel des oiseaux, 1939
- Gradiva, 1939
- Portrait d'André Breton, 1941
- Enchevêtrement, 1941, Musée national d'art moderne
- Massacre de chevaux ", 1942, pastel sur carton[13]
- La Pythie, 1943, Musée national d'art moderne
- Terre érotique, 1943, encre de chine, Musée national d'art moderne
- La Sybille, 1944
- Le Sanglier, 1946
- Miroir de la Tauromachie précédé de Tauromachie, texte de Michel Leiris, illustrations André Masson
- Évocation d'Antonin Artaud, 1958
- Duo, 1963, 92 x 60|cm[14]
- Magie noire, 1964, 130 x 89 cm, galerie Hadrien-Thomas, Paris[15]
- L'Âme de Napoléon, 1968
- Poursuite, 82 x 116|cm[16]
- Le Voyageur, 50 x 65|cm, Centre culturel de l'Yonne, Auxerre[17]
- «Fringance», 1960, Collection Municipale de Saint-Priest, (Rhône)

### Скульптура
Бронза
- La jeune fille au ballon vert à la bouche de pensée, assemblage d'objets, Exposition Internationale surréaliste, Paris, 1938. Збереглося лише фото.
- Dans la forêt, 1941, 13 x 16 cm.
- Femme tourmentée, 1941, 25,5 x 16 cm.
- Mantes accouplées, 1942, 28,5 x 113 x 11,5 cm.
- Répulsion, 1943, 8 x 13 cm.
- Femme-feuille, 1943, 6,5 x 14,5 cm.
- Bacchantes, 1964, 11,7 x 11,5 cm.
- Saturne, 1964, 15,5 x 8 cm.
- Femme-arbre, 1973, 1 m 20 в висоту.